# Giuliano Adreani
Giuliano Adreani (Roma, 27 agosto 1942) è un dirigente d'azienda italiano, presidente dal 1996 di Publitalia '80 e amministratore delegato di Mediaset fino al 2015 quando viene sostituito da Pier Silvio Berlusconi rimanendo però nel Comitato Esecutivo.

## Carriera dirigenziale
Giuliano Adreani nel 1962 entra a lavorare per la Sipra, di cui nel 1991 diventa direttore generale. Nel 1995 crea Publieurope, con sede a Londra, per la raccolta pubblicitaria delle reti Mediaset in Europa.
Ricopre anche le cariche di vicepresidente di Publiespaña (concessionaria pubblicitaria di Telecinco), presidente di Digitalia '08, consigliere dell'International Advertising Association (IAA) per il capitolo italiano, consigliere della Federazione Concessionarie di Pubblicità e consigliere di Auditel.

### Onorificenze
Nel 2003 il Presidente della Repubblica Carlo Azeglio Ciampi lo ha nominato Cavaliere del Lavoro.

## Vita privata
Giuliano Adreani ha una figlia, la giornalista Carlotta Adreani, nata nel 1987.